# 仁和彝族苗族乡
仁和彝族苗族乡是中华人民共和国贵州省毕节市黔西市下辖的一个民族乡。

## 行政区划
仁和彝族苗族乡下辖以下村级行政区划单位：
仁和村、竹盈村、春平村、朝阳村、桃园村、百花村、中河村、响水村、永兴村、杜鹃村、双坝村和中塘村。